# جاك غرينبيرغ
جاك غرينبيرغ (بالإنجليزية: Jack Greenberg)‏ هو محامي ومحامي أمريكي، ولد في 22 ديسمبر 1924 في بروكلين في الولايات المتحدة، وتوفي في 12 أكتوبر 2016 في مانهاتن في الولايات المتحدة.